# Conjunción superior

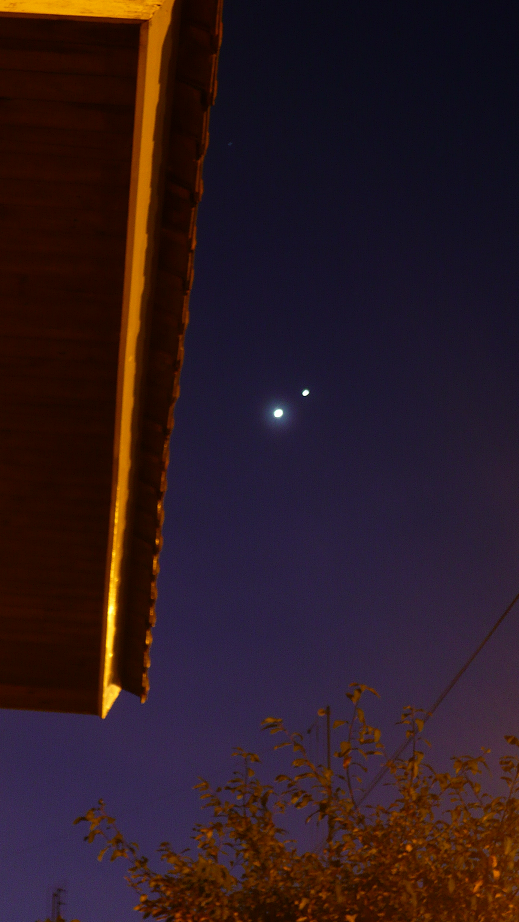
Conjunción Planetaria muy próxima entre Júpiter y Venus.

Se dice que los planetas están en conjunción superior, cuando el planeta está detrás del Sol (visto desde la Tierra); en la inferior el planeta está delante del Sol.

## Explicación
Cuando varios planetas se encuentran aparentemente en el mismo azimut, se dicen que están en conjunción. Pero si está implicado el Sol, entonces se llama conjunción solar. Para los planetas interiores, que son los que están dentro de la órbita de la Tierra, es decir Mercurio y Venus, existen dos conjunciones: la superior y la inferior.
Un ejemplo: la conjunción solar superior de Mercurio significa que la Tierra, el Sol y Mercurio están alineados. Mercurio está en este caso detrás del Sol.